# Языки Германии

Карта немецких диалектов

Официальным литературным языком и языком делопроизводства в Германии является немецкий язык (на нём говорит более 95 % населения). Наряду с этим население использует нижне-, средне- и верхненемецкие диалекты (10 основных и более 50 локальных, на которых говорят также жители приграничных районов соседних государств. Существуют смешанные разновидности. К признанным языкам национальных меньшинств относятся датский, фризский и лужицкий, а также в качестве регионального языка — нижнесаксонский (нижненемецкий) язык, который с 1994 года признан ЕС.
По оценочным данным, русским языком в Германии в той или иной мере владеет около 6 млн человек, в том числе более 3 млн — переселенцы из стран бывшего СССР (и их потомки), преимущественно из Казахстана, России и с Украины. Как иностранным им владеют 5 % населения. Также в Германии говорят на английском языке (56 % населения), французском (14 % населения), турецком (2,1 млн), на языках народов бывшей Югославии (720 000) и итальянском (612 000).